# اوموتو

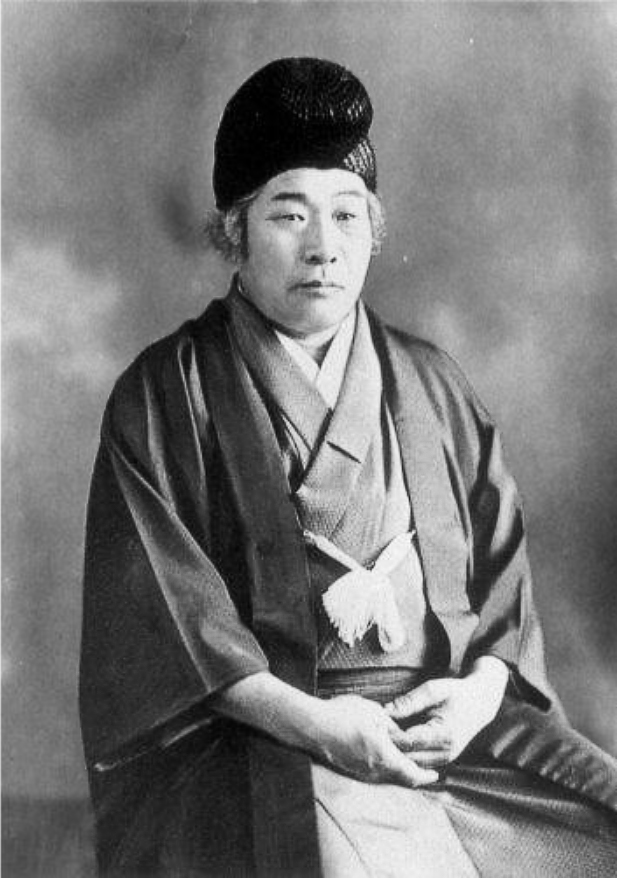
دگوچی اونیسابورو

اوموتو یا اوموتو کیو (به ژاپنی: 大本, Ōmoto) ،(大本教, Ōmoto-kyō)، به معنی «منبع عالی» یا «خاستگاه بزرگ» یک دین است که در سال ۱۸۹۲ توسط دگوچی نائو (۱۸۳۶–۱۹۱۸) پایه‌گذاری شد و اغلب در گروه دین‌های جدید ژاپنی که از دین شینتو سرچشمه گرفته‌اند طبقه‌بندی می‌شود.